# Canoë (sculpture)
Pour les articles homonymes, voir Canoë (homonymie).

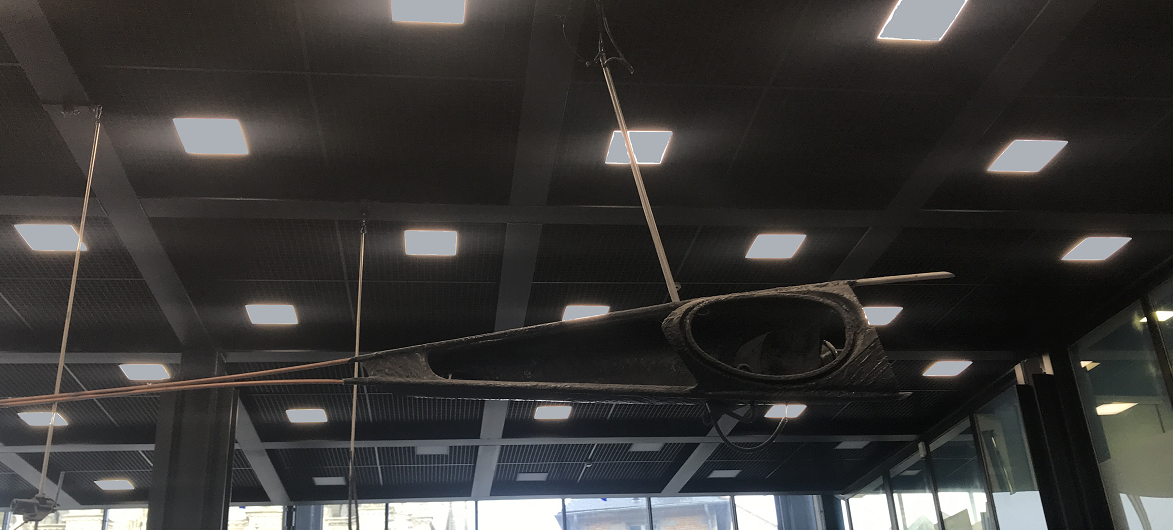
Canoë de Gilberto Zorio

Canoë est une œuvre de Gilberto Zorio située dans la ville de Reims dans la Champagne-Ardenne.

## Situation
L’œuvre est visible à l’intérieur de la médiathèque Falala, 2 rue des Fuseliers à Reims (49° 15′ 10″ nord, 4° 01′ 56″ est). 
Elle a été réalisée en 2003 et inaugurée le (?).

## Description
Cette installation se présente sous la forme de la moitie d’un canoë  moulé en résine sur des barres cuivrées et d’un étau qui semble faire contrepoids de la partie de canoë. Elle est éclairée et animée par un mouvement de rotation.
La description faite par le site du ministère de la culture est plus poétique (extrait) :
« L'artiste a particulièrement démontré à travers cette œuvre sa maîtrise des matériaux les plus divers, créant l'expression multiple d'une sorte d'alchimie. L'assemblage d'éléments formels, partiellement tronqués, compose un objet poétique suspendu dans l'espace de la médiathèque, qui entre en résonance avec les portails de la cathédrale que l'on aperçoit au delà des baies vitrées ».

## Signalétique
Lors de sa mise en place, elle était accompagnée d’une borne interactive qui présentait un film sur son installation et son auteur.
À l'intérieur de la médiathèque, une plaque signalétique décrit l'œuvre (extrait) :
GILBERTO ZORIO

Sans titre, 2003

Canoë, résine polyester, compresseur, cuivre, verre, acier, sulfate de cuivre.

« le sujet est un canoë qui tourne comme idée de voyage, comme idée d'information, comme porteur inquiet de désir d'explorations », Gilberto Zorio

Suspendu aux structures métalliques, il semble immobile. Pourtant, toutes les quatre heures, il opère, dans le sens inverse des aiguilles d'une montre, un tour presque complet. Le voyage, aller-retour, dure un peu plus d'une minute. Il dirige sa proue ainsi qu'un faisceau lumineux vers la façade de la cathédrale.

## Auteurs
Gilberto Zorio est un sculpteur de nationalité italienne, né en 1944 à Andorno Micca (Italie). Il exerce à Turin.

## Autres
Cette œuvre a été réalisée en 2003, financée par l'association d'entreprises mécènes de Reims PRISME, en partenariat avec la ville de Reims et avec le conseil régional de Champagne-Ardenne.